# Bruix (croiseur cuirassé)
Pour les autres navires du même nom, voir Bruix.
Le Bruix est un croiseur cuirassé de la marine française appartenant à la classe Amiral Charner.
Il sert dans l'océan Atlantique, en Méditerranée et en Extrême-Orient avant la Première Guerre mondiale. En 1902, il vient en aide aux survivants de l'éruption dévastatrice de la montagne Pelée sur l'île de la Martinique et passe plusieurs années comme garde en Crète, protégeant les intérêts français en la région au début des années 1910.
L'entrée en guerre en août 1914 voit le Bruix être chargé de protéger les convois de troupes de l'Afrique française du Nord vers la métropole puis être transféré dans le théâtre africain Atlantique pour soutenir les opérations alliées contre la colonie allemande du Cameroun en septembre. Brièvement affecté au soutien des opérations alliées dans les Dardanelles au début de 1915, il patrouiller ensuite dans la mer Égée et dans les eaux territoriales grecques. Le navire est retiré du service en Grèce au début de 1918 et remis en service après la fin de la guerre en novembre pour servir dans la mer Noire contre les bolcheviks. Le Bruix rentre en France en 1919 et placé en réserve avant d'être vendu à la ferraille en 1921.

## Conception

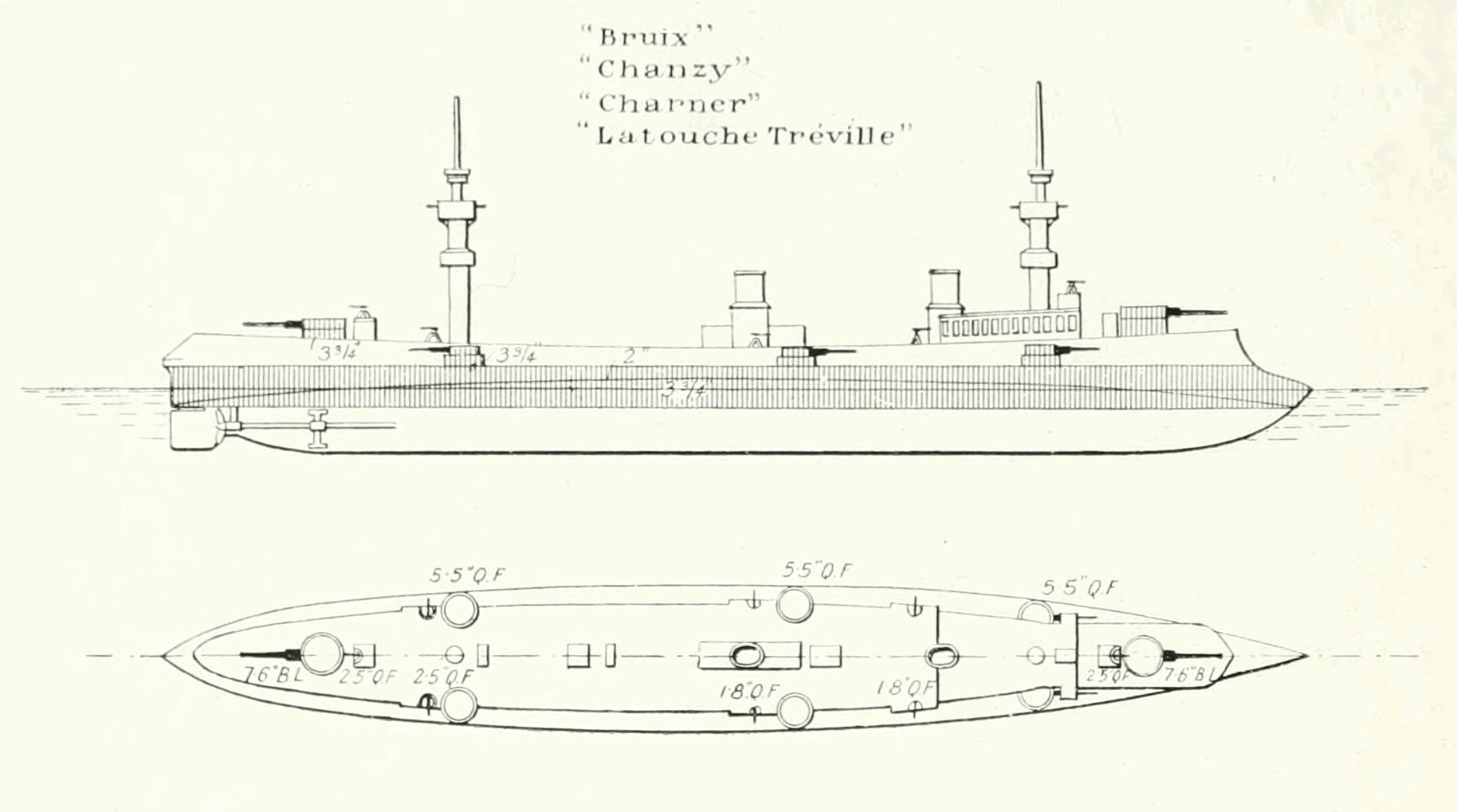

Les navires de la classe Amiral Charner ont été conçus pour être plus petits et moins chers que le modèle de croiseur blindé précédent, le Dupuy de Lôme. Comme l'ancien navire, ils sont destinés à compléter la stratégie de raid commercial de la Jeune École.
Le navire mesure 106,12 mètres entre perpendiculaires, avec un maître-bau de 14,04 mètres. Le Bruix a un tirant d'eau avant de 5,55 mètres et tire 6,06 mètres vers l'arrière. Son déplacement à charge normale est de 4 748 tonnes métriques et de 4 990 tonnes métriques (4 910 tonnes longues) à pleine charge.
La classe Amiral Charner possède deux moteurs à vapeur à 4 cylindres à triple expansion, chacun entraînant un seul arbre d'hélice. La vapeur pour les moteurs est fournie par 16 chaudières Belleville d'une puissance totale de 9 000 chevaux métriques (6 600 kW) en utilisant un tirage forcé. Le Bruix a une vitesse nominale de 19 nœuds (35 km/h ; 22 mph), mais n'a atteint qu'une vitesse maximale de 18,37 nœuds (34,02 km/h ; 21,14 mph) avec une puissance de 9 107 chevaux (6 698 kW) lors des essais en mer le 15 septembre 1896. Le navire transporte jusqu'à 535 tonnes métriques (527 tonnes longues ; 590 tonnes courtes) de charbon et pouvait parcourir 4 000 milles marins (7 400 km ; 4 600 mi) à une vitesse de 10 nœuds (19 km/h ; 12 mph).
Les navires de la classe Amiral Charner ont un armement principal composé de deux canons de 194 mm Modèle 1887 montés dans des tourelles à canon unique, une à l'avant et une à l'arrière de la superstructure. Leur armement secondaire comprenait six canons de 138,6 mm Modèle 1887, chacun dans des tourelles à canon unique sur chaque bordée. Pour la défense anti-torpilleurs, ils transportent quatre canons de 65 mm, quatre canons Hotchkiss rotatifs à cinq canons de 47 millimètres et huit de 37 millimètres (1,5 pouces). Ils étaient également armés de quatre tubes lance-torpilles pivotants de 450 millimètres; deux montés sur chaque bordée au-dessus de l'eau.
Le côté de la classe Amiral Charner est généralement protégé par 92 millimètres de blindage en acier, de 1,3 mètre sous la ligne de flottaison à 2,5 mètres au-dessus. L'épaisseur du fond de 20 centimètres s'est effilée et le blindage aux extrémités des navires s'est aminci à 60 millimètres. Le pont de protection incurvé a une épaisseur de 40 millimètres le long de sa ligne médiane qui augmente jusqu'à 50 millimètres sur ses bords extérieurs. Protégeant les chaufferies, les salles des machines et les magasins en dessous, il y a un mince pont en éclats. Un batardeau interne étanche, rempli de cellulose, s'étend sur toute la longueur du navire depuis le pont de protection jusqu'à une hauteur de 1,2 mètres au-dessus de la ligne de flottaison. Le kiosque et les tourelles du navire sont protégés par un blindage de 92 millimètres .

## Construction et carrière
Le Bruix est le deuxième navire de la marine nationale française du nom de l'amiral Étienne Eustache Bruix. Sa quille est posée à l'Arsenal de Rochefort le 9 novembre 1891. Il est lancé le 2 août 1894 et mis en service pour les essais le 15 avril 1896. Le navire est temporairement affecté à l'escadre du Nord le 24 novembre 1894 pour la visite du tsar Nicolas II de Russie et de son épouse à Dunkerque du 5 au 9 octobre. La direction du navire tombe en panne le 7 octobre et il doit retourner à Rochefort pour réparation. Les essais durent jusqu'au début décembre et le Bruix est officiellement mis en service le 15 décembre 1894 et affecté à l'escadron du Nord.
Le 18 août 1897, avec le croiseur protégé Surcouf, il escorte le croiseur cuirassé Pothuau qui transportait le président Félix Faure en visite d'État en Russie. Peu de temps après le départ, le Bruix casse une tige de piston dans son moteur bâbord, ce qui l'oblige à retourner au port. Ses réparations et essais d'armement durent jusqu'en janvier 1898, bien que le dernier des essais ne soit achevé que le 25 février. Le Bruix est ensuite affecté à l'escadron d'Extrême-Orient basée à Saigon, en Indochine française jusqu'en octobre, bien qu'elle ait fait une escale à Manille, aux Philippines, le 5 mai après la victoire américaine dans la bataille de la baie de Manille. En novembre, sur le trajet de retour en métropole, il endommage son hélice tribord le 20 lors de la traversée du canal de Suez. Le navire atteint Toulon le 28 et est en réparation jusqu'en janvier 1899 avant de rejoindre l'escadre du Nord le 3 février.
Le Bruix effectue des escales en Espagne et au Portugal en juin avant qu'une autre tige de piston ne soit endommagée le 7. Le croiseur cuirassé commence un carénage le 20 septembre qui dure jusqu'au 4 novembre et qui a entraîné des modifications pour servir de vaisseau amiral. Le 20 novembre, le navire devint le vaisseau amiral d'une division de croiseurs. En 1901, il participe aux manœuvres annuelles de la flotte avec le reste de l'escadron du Nord. Au cours de cet entraînement, le paquebot britannique SS Paddington entre en collision avec le Bruix, endommageant légèrement le blindage de son bélier blindé le 27 juin. Des Quille de roulis sont installées sur le Bruix en novembre-décembre et il reste au chantier naval jusqu'au 10 janvier 1902 pour évaluer le fonctionnement de ses tourelles. Le navire est affecté à la Division Atlantique en avril et visite plusieurs ports espagnols au cours du mois et jusqu'en mai.
Après l'éruption dévastatrice de la montagne Pelée le 5 mai, le Bruix, navire amiral du contre-amiral Palma Gourdon, reçoit l'ordre de se rendre à Fort-de-France pour porter secours aux survivants et y reste jusqu'au 19 août. Le 30 novembre, le contre-amiral Joseph Bugard hisse son drapeau à bord du Bruix. Le navire passe la majeure partie des années suivantes soit en service avec un effectif réduit, soit affecté à la réserve. Le navire est réactivé fin 1906 pour servir dans l'escadron d'Extrême-Orient et quitte Toulon le 15 novembre, accompagné de son navire jumeau Chanzy. Ils arrivent à Saigon le 10 janvier 1907 et le Bruix est à Nagasaki, au Japon, lorsque le Chanzy s'échoue au large des côtes chinoises le 20 mai. Le navire participe ensuite aux efforts infructueux visant à sauver le Chanzy. Le Bruix passe la majeure partie de sa tournée en Extrême-Orient à montrer le drapeau français en Russie, en Chine et au Japon. Il rentre en France métropolitaine le 26 avril 1909. Alors qu'il traverse le canal de Suez, il entre accidentellement en collision avec le paquebot italien SS Nilo le 2 Août. Plusieurs semaines plus tard, il commencé une révision qui a été retardée à plusieurs reprises par la pénurie de main-d'œuvre au chantier naval. Il est finalement remorqué jusqu'au chantier naval de Bizerte, en Afrique du Nord française, en juin 1911 et sa révision est achevée en janvier 1912.
Brièvement affecté à la réserve, le Bruix est remis en service le 13 mai 1912 pour servir dans la division Levant comme navire de garde de la Crète. Il relève son sister-ship Amiral Charner à Souda Bay le 9 juillet et passe les deux années suivantes au Levant. Pendant la guerre italo-turque, son capitaine proteste contre le bombardement des troupes turques en fuite près du port de Kalkan le 3 octobre par le croiseur protégé Coatit, considéré comme une violation du droit international. Le 8 novembre, le navire contribue au renflouement du croiseur protégé russe Oleg. Bien que formellement affecté à l'escadron tunisien le 13 janvier 1913, le Bruix reste au Levant. Plus tard dans l'année, il aide au sauvetage du paquebot SS Sénégal qui avait heurté une mine à Smyrne, en Turquie, posée par les Italiens pendant la guerre. En mars 1914, le Bruix escorte le prince d'Albanie Guillaume lors de son voyage de Trieste à Durazzo, en Albanie, pour monter sur son trône. Le navire revient à Bizerte le 25 avril 1914 et entreprend un carénage qui dure jusqu'en juillet 1914.

### Première Guerre mondiale
Lorsque la Première Guerre mondiale éclate en août, le Bruix est chargée d'escorter les convois entre le Maroc et la France et les patrouilles générales avec ses sister-ship Latouche-Tréville et Amiral Charner. Le Bruix est envoyé pour soutenir la campagne alliée contre le Kamerun allemand en septembre et bombarde plusieurs petites villes dans le cadre de sa contribution avant de rentrer en métropole plus tard dans l'année. Après plusieurs courts carénages, le Bruix est affecté à l'escadre des Dardanelles en février 1915, bien que le navire passe la plupart de son temps à patrouiller dans la mer Égée. Le 31 janvier 1918, il est mis en réserve à Salonique. Le Bruix est remis en service le 29 novembre et transféré à Constantinople où il est affecté à la division des croiseurs blindés de la 2e escadrille le 2 décembre.

### Fin de carrière
Entre mars et mai 1919, il patrouilla dans la mer Noire dans le cadre de l'intervention alliée contre les bolcheviks et participa à l'évacuation des troupes allemandes et alliées de Nikolaev, en Ukraine, en mars et d'Odessa en avril. Son équipage ne participe pas à la mutinerie survenue à bord de certains navires français à Sébastopol, en Crimée, en avril. Le Bruix quitte la mer Noire pour Constantinople le 5 mai, puis navigue pour Toulon le 22 mai où elle a été affectée à la réserve à son arrivée. Les propositions visant à le transformer en navire-caserne ou en navire marchand ont été jugées peu pratiques et il est rayé de la liste de la marine le 21 juin 1920. Le Bruix est vendu à la ferraille un an plus tard, jour pour jour, avec deux autres navires de guerre obsolètes, pour le prix de 436 000 francs.